# Wladimir Iljitsch Ioffe

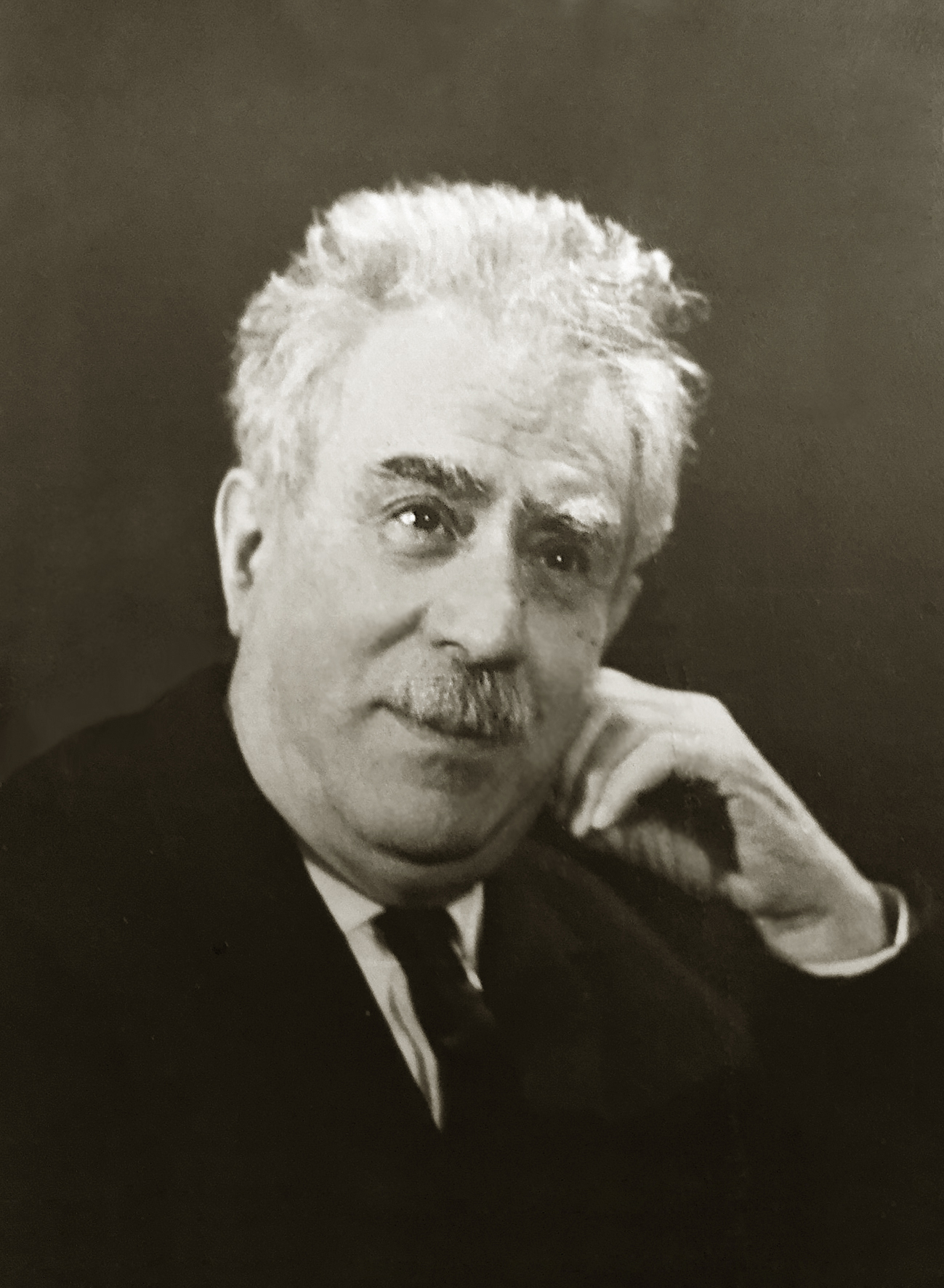
Wladimir Ioffe (1968)

Wladimir Iljitsch Ioffe (russisch Владимир Ильич Иоффе, wiss. Transliteration Vladimir Il’ič Ioffe; * 2. Februarjul. / 14. Februar 1898greg. in Mglin, Gouvernement Tschernigow, Russisches Kaiserreich; † 1. April 1979 in Leningrad (jetzt Sankt Petersburg), UdSSR)
war ein sowjetischer Mikrobiologe und Immunologe. Er lieferte bedeutende Arbeiten auf den Gebieten Immunität, Mikrobiologie, Epidemiologie der Virus-Infektionen, klinische und epidemiologische Immunologie und immunpathologischen Zuständen. Im Zweiten Weltkrieg arbeitete er als Epidemiologe und Facharzt für Infektionskrankheiten im eingekesselten Leningrad tätig. Er erhielt den Orden des Roten Sterns (1942), zweimal den Orden des Vaterländischen Krieges II. Klasse (1943) und I. Klasse (1945), die Medaille „Für die Verteidigung Leningrads“ (1945) und die Medaille „Sieg über Deutschland“-

## Leben
Die Eltern Ilja Isajewitsch Ioffe (1870–1935, geboren in Dwinsk (jetzt Daugavpils), Gouvernement Witebsk) und Sara Isaakowna Ioffe geb. Isakowitsch (?–1929) entstammten jüdischen Familien. Ilja Ioffe arbeitete als Buchhalter. 1899 zog die Familie von Mglin nach Perm. Dort verbrachte Ioffe seine frühe Kindheit und Schulzeit wie seine Brüder Naum und Lew. 1915 zog Ioffe wie seine älteren Brüder nach Kasan, um an der medizinischen Fakultät der dortigen Universität zu studieren. Nach dem Abschluss des Studiums war er als Arzt bei dem gouvernementalen Krankenhaus in Perm tätig. Kurze Zeit später leitete Ioffe ein bakteriologisches Laboratorium und denn ein bakteriologisches Institut.
1923 zog Wladimir Iljitsch Ioffe nach Petrograd (jetzt Sankt Petersburg) und arbeitete bei der Abteilung für vergleichende Pathologie der übertragbaren Krankheit des Staatlichen Instituts für experimentelle Medizin. Ein Jahr später wurde er im Amt des Laboratoriumsarztes der Abteilung für vergleichende Pathologie bestätigt. 1933 folgte die Promotion zum Doktor der Heilwissenschaften. 1940 leitete er die Abteilung für kindliche Tröpfcheninfektion an dem Staatlichen Institut der Versuchsmedizin. Zur gleichen Zeit arbeitete Ioffe als Leiter am bakteriologischen Laboratorium am Erismann Krankenhaus und Wassileostrowskaja kindlichen Infektionskrankenhaus. Von 1937 bis 1941 war er wissenschaftlicher Berater am Leningradem Institut der Bakteriologie und Epidemiologie Louis Pasteur.
Im Oktober 1941 wurde Ioffe im Range eines Militärarztes I. Klasse zur Baltischen Rotbannerflotte einberufen. Im Zweiten Weltkrieg arbeitete er als Epidemiologe. Dank ihm hatte die Flotte keine ernsthaften Infektionskrankheitsausbrüche. Nach dem Krieg arbeitete weiter er im epidemiologischen Bereich. 1969 wurde er zum Akademiemitglied der Sowjetischen Akademie der Heilwissenschaften gewählt.
Im April 1979 wurde Ioffe auf dem Leningrader Friedhof zum Andenken für die Ermordeten des 9. Januar (Petersburger Blutsonntag) beigesetzt. Im September 2016 wurden die Überreste nach Haifa umgebettet.